# Vejcei mészárlás

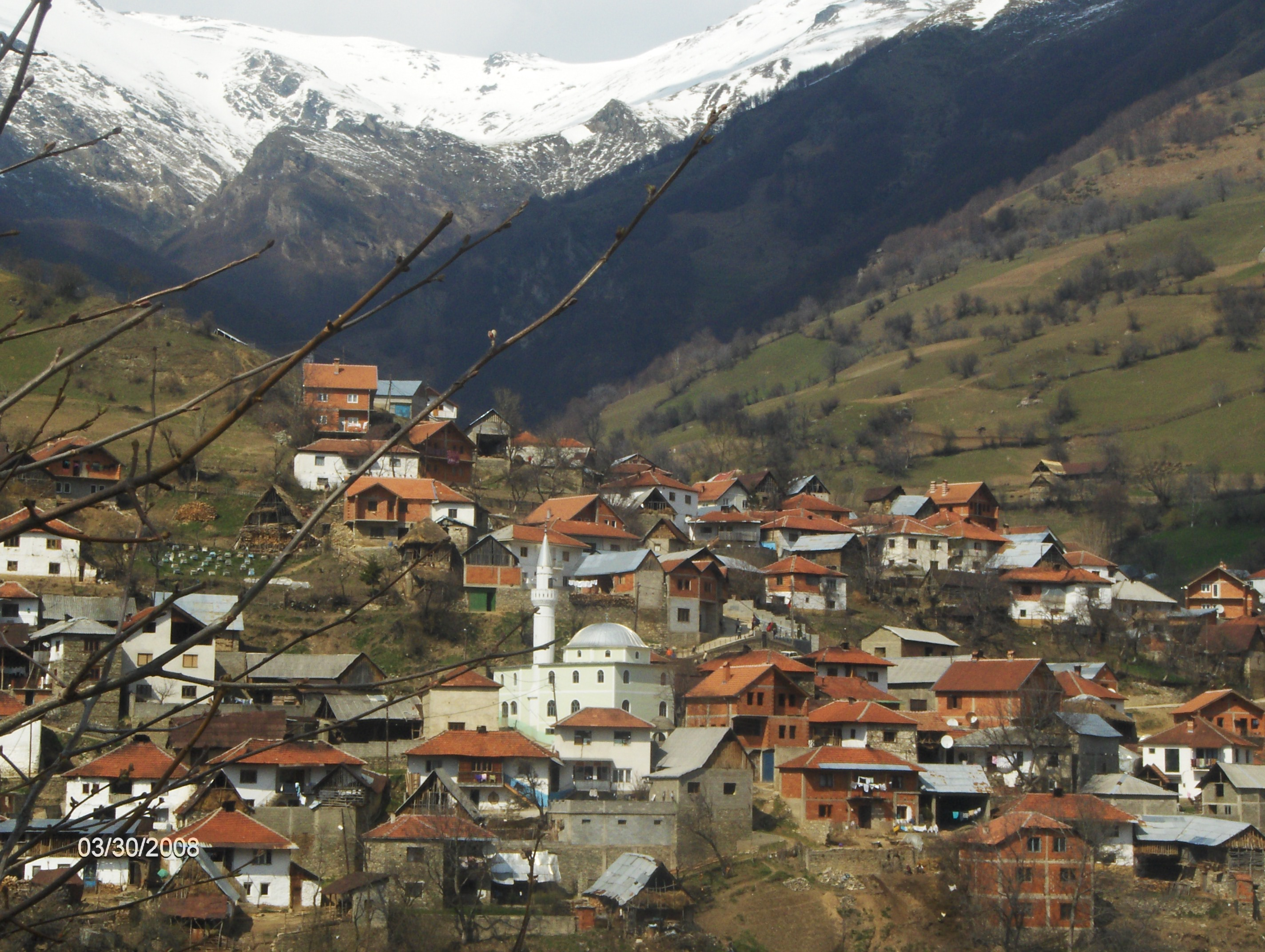
Vejce 2008-ban

Vejcei mészárlás (macedónul: Масакрот во Вејце) vagy vejcei rajtaütés (macedónul: Вејце заседа) 2001. április 28-án történt a macedóniai háborúban, Vejce és Selce települések között, melyek a mostani Észak-Macedónia északi felén, a koszovói határ mellett fekszenek, Tetovo városa közelében.
A támadást albán gerillák intézték a katonákkal is megerősített különleges rendőri egység konvoja ellen, s 8 embert (katonákat és rendőröket) legyilkoltak. Az incidens hozzájárult a harcok kiújulásához a térségben, mivel a március végi tetovói hadműveletek során a macedónok kiszorították a főként Koszovóból benyomult gerillaegységeket az országból és átmeneti nyugalmat teremtettek.
Bár a támadásért a macedóniai albán lázadókat tömörítő Nemzeti Felszabadítási Hadsereget teszik felelőssé, macedón vélemények szerint a Koszovói Felszabadítási Hadsereg állt az akció mögött, amely az egész háborút is irányította.

## Előzmények
A koszovói gerillák helyi támogatóik segítségével 2001. január 22-én támadták meg Macedóniát és főként Tetovo környékén folytattak hadműveleteket.
Március 25-én a macedón hadsereg ellentámadást indított és napokon belül kiszorították az albánokat Koszovóba. A hadműveleteket követően a szkopjei kormány tárgyalni kezdett az albán vezetőkkel, mialatt a koszovói és macedóniai lázadók rendezték soraikat, majd április végén ismét betörtek Macedóniába.

## A rajtaütés
A mészárlást megelőző két hétben nem történtek incidensek a térségben, s a járőröket sem zavarta senki, ezért a macedón rendőri és katonai erők úgy vélték, hogy nincs mitől félniük, így csökkent az éberségük is. Ezt a némiképp hanyag hozzáállást tükrözi, hogy az érintett konvoj járőrparancsnoka, Kire Krsztev nem az elől haladó terepjáróban, hanem az oszlop harmadik járművében ült.
A katonai legfelsőbb vezetés is túlzottan optimista volt és meggondolatlanul azt nyilatkozta a tetovói offenzíva után, hogy teljesen felszámolták a koszovói gerillák és a helyi lázadók sejtjeit, a biztonságot pedig helyreállították.
Április 28-án egy 16 főből (8 rendőrből és 8 katonából) álló konvoj járőrözött a határ mellett. A járőrözést estefelé, ötórakor kezdték és a tervek szerint este nyolcra tértek volna vissza a tetovói laktanyába. Időközben megálltak Selcében, ahol a szökőkútnál találkoztak egy másik őrjárattal, amely Brodets településről tartott vissza. Társaik úgy vélték szükségtelen ellenőrizni Vejcét, ám a járőrparancsnok mindenképp teljesíteni akarta a kapott parancsot és folytatta az aznapi kontrollt.
Este háromnegyed hat tájban a járőrök egy keskeny kanyarba tévedtek, amelyet két oldalról három méter magas lejtők fogtak közre. Amikor az első három terepjáró belépett a kanyarba, három oldalról is megtámadták őket. A támadó albán gerillák kézi lőfegyverekből tüzeltek rájuk, illetve robbanóeszközökkel is támadták őket. A járőrök próbáltak ellenállni, de nem sok esélyük volt. A lövöldözés körülbelül fél hét előtt nemsokkal fejeződött be.
A gerillák előbb a katonákat támadták. A mögöttük jövő rendőrökre nem egyből nyitottak tüzet, így azok ki tudtak szállni és elsősegélyben próbálták részesíteni a sebesülteket. A konvoj felét egyszerűen lemészárolták (4 rendőrt és 4 katonát). A konvoj két terepjáróját megsemmisítették, kettőt súlyosan megrongáltak.
Macedón források szerint a támadók olyan brutális eszközöket alkalmaztak, mint a megégetés és csonkítás. Rendkívül bestiálisan bántak azokkal, akik a harcban nem haltak meg mindjárt, hanem csak megsebesültek. Volt olyan, akinek az agyát is kieresztették a koponyájából.
Az egyik túlélő szerint a támadók mind szakállasok voltak, s késekkel kiherélték az áldozatokat, egyeseknek kivágták a szemgolyóját. A holttesteket ezenfelül szinte a felismerhetetlenségig szétroncsolták fegyverek, így robbanóeszközök segítségével.
Tettük végeztével a gerillák visszavonultak koszovói területre.
Az áldozatok közül a négy rendőr a bitolai különleges egység tagjai voltak: Marjan Bozsinovszki, Kire Kosztadinovszki, Bosko Najdovszki és Ilcse Sztojanovszki. A katonák: Robert Petkovszki, Boban Trajkovszki, Igor Koszteszki és Mile Janevszki őrmesterek.

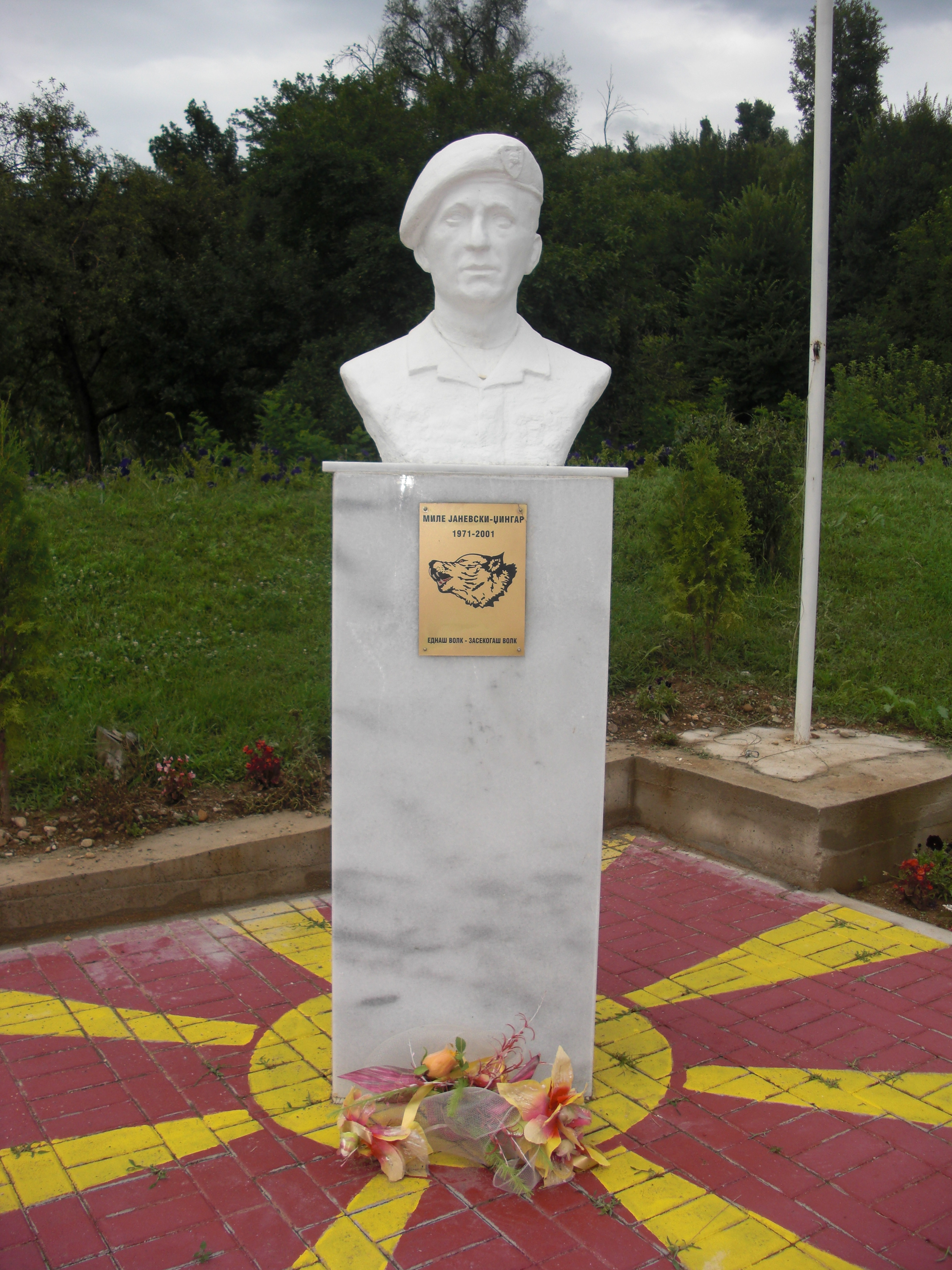
Mile Janevszkinek állított mellszobor szülőhelyén, Kamenicában
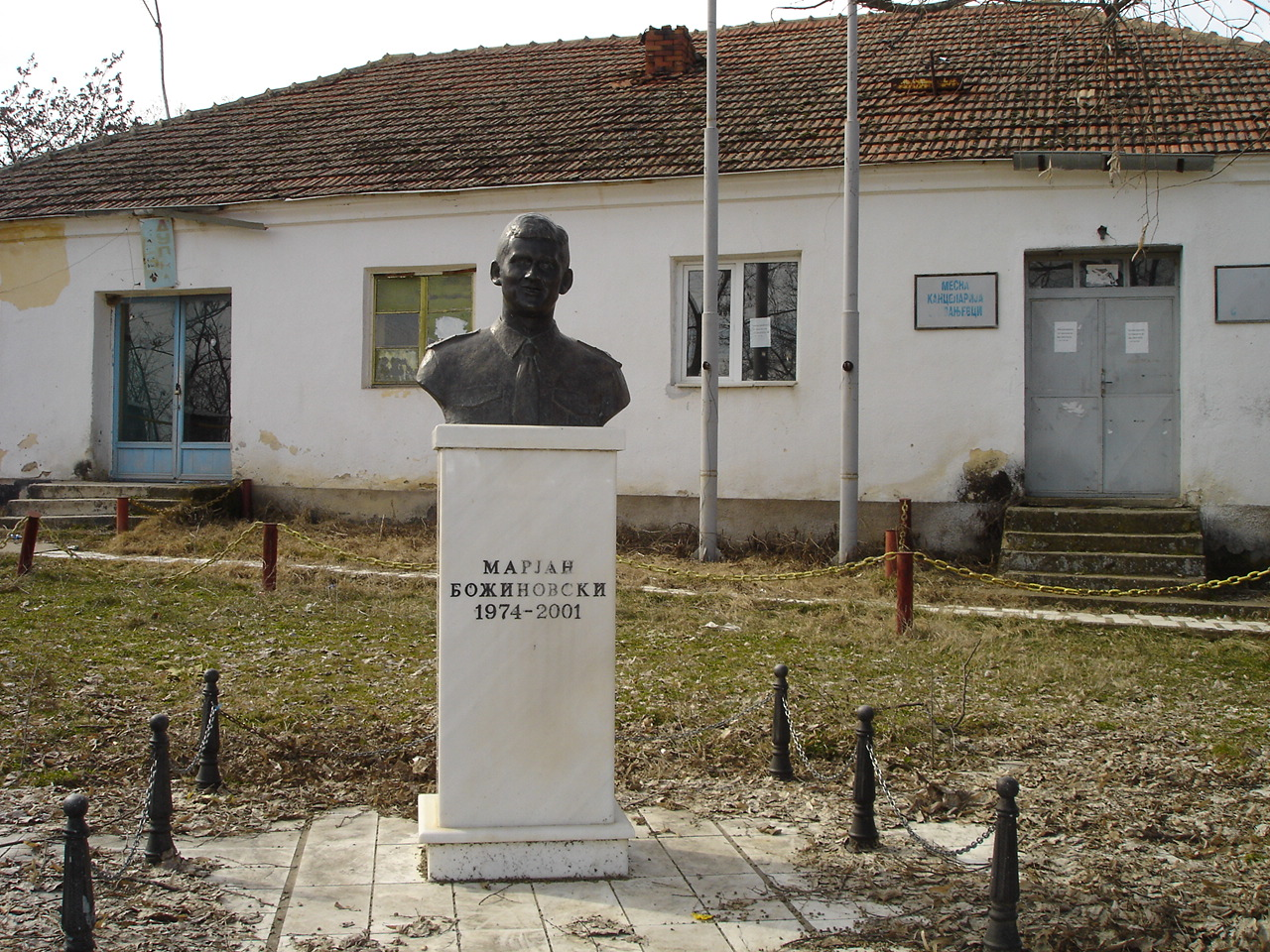
Marjan Bozsinovszki szobra szülőhelyén, Ivanjevciban

A támadás kezdetekor elsőnek Janevszki szállt ki a terepjárójából és sebesülten bár, de a jármű alá bújva viszonozta a tüzet. Őt követte Trajkovszki, aki több lőtt sebet is kapott, röviddel később meghalt. Egy másik katona, Tose Krsztevszki annyira megsebesült a bal karján és a mellkasán, hogy nem tudott védekezni se.
Az életben maradt nyolc rendőr és katona egy meredek lejtőn át elérte a Pena folyócskát és visszajutottak Selcébe negyed tízkor, ahol a rendőrség elit egységei, a farkasok találtak rájuk. A sebesülteket, köztük Krsztevszkit a szkopjei katonai kórházba szállították. A legsúlyosabban Branko Sztojkovszki sérült meg, aki a hasába kapott találatokat, a golyók még a belső szerveit is roncsolták, de túlélte, bár több műtéti beavatkozáson is átesett.
Bozsinovszki, Kosztadinovszki és Najdovszki ugyan a golyózáporban fedezéket találtak a járműveik mögött, ám így is súlyos sebesüléseket szereztek. Sztojanovszki a másik terepjáró mögé húzódott be Koszteszkihez és onnan harcolt tovább. Koszteszkinek egy profi manőverrel sikerült keresztirányba tenni a terepjárót a keskeny úton, hogy védőállást hozzon létre bajtársainak.
Sztojanovszki még el tudta érni telefonján felettesét a tetovói laktanyában és beszámolt neki a támadásról, sürgősen erősítést és orvosi segítséget kérve. Röviddel ezután, mikor látta, hogy már semmi esélyük, ennyit szólt: „Nem szükséges már a segítségre. Mind meg fogunk halni Macedóniáért…”
Egy másik katona, Joncse Doncsev őrmester, aki Petkovszki mögött ült, úgy tudott megmenekülni, hogy kitörte a gépjármű üvegét és kimászott. Mikor már reménytelen volt a további ellenállás ő is visszavonult, ám eközben egy gránátrepesz őt is megsebesítette a gerincén.
A mészárlást követően, a helyszínre elsőként érkező Szaso Gilevszki rendőr, a bitolai különleges egységtől borzalmas látvánnyal szembesült. Ő be tudta azonosítani Bozsinovszki, Kosztadinovszki és Najdovszki holttesteit, jóllehet azokat a gerillák megégették: Gilevszki fizikai jellemzők és személyes tárgyak alapján ismerte fel őket.

## Következmények
A szkopjei kormány emberiség elleni bűncselekménynek minősítette a vejcei mészárlást.
Az eset híre hatalmas felháborodást keltett országszerte és albánellenes pogromok törtek ki a fővárosban, valamint Veleszben és Bitolában is.
A délszláv háborúban elkövetett bűntetteket vizsgáló Nemzetközi Törvényszék megvizsgálta az ügyet, ám úgy találta, hogy ebben a macedón bíróságoknak van kompetenciája intézkedni.
A látszólag teljesen értelmetlen brutalitás miatt veszélybe kerültek a folyamatban levő tárgyalások és félő volt, hogy a helyzet sokkal súlyosabbá válik, sőt akár egy totális albán-macedón háborúba csaphat át.
A mészárlást követően, már másnap vizsgálóbizottságot hoztak létre Tetovóban a macedón Borisz Miloszlavlevszki ügyésszel, valamint két albán vizsgáló bíróval, Xhemaili Arifivel és Nehad Ismailivel, amelyhez katonai elemzők és a belügyminisztérium bűnügyi technikusai is kivonultak.

## Reakciók
George Robertson NATO-főtitkár egy gyáva tettnek nevezte a vejcei mészárlást és felszólított az erőszak megállítására. Hasonlóan elítélte Javier Solana, az Európai Unió Tanácsának főtitkára is.
Felmerült, hogy a mészárlás felelősei nem albánok, hanem mellettük harcoló külföldi iszlamista önkéntesek, esetleg mudzsáhidok voltak. A délszláv háborúban jelentékeny számban harcoltak ilyen önkéntesek és követtek el hasonló bűncselekményeket katonák illetve civilek ellen is.
Az esetet a Nemzeti Felszabadítási Hadsereg sem hagyta szó nélkül. A parancsnokuk, Ali Ahmeti szerint a macedónok támadták előbb és embereik csak védekeztek. Csakhogy ezt az állítást független szakértők nem erősítették meg, s az ENSZ is egyhangúlag elítélte.
A jelek egyértelműen arra utalnak, hogy a támadás előre eltervezett volt. Macedón állítások szerint a konvoj mozgásáról előre leinformálhatták a gerillákat, méghozzá a tetovói rendőrség albán nemzetiségű tagjai, minthogy egy Motorola típusú rádiókészüléket is találtak a helyszínen, amit a rendőrségen használtak.
Napokkal a mészárlást követően újabb támadást kísérletek meg a gerillák ugyanazon a helyen, de a macedón rendőrség elhárította azt.
Az egy nappal korábban létrehozott vizsgálóbizottság is szemügyre vette a mészárlás helyszínét. A Vejce felé vezető út mellett álló kunyhókban fegyverek és lőszerek kerültek elő, ami igazolta, hogy a támadás előtt a gerillák és a lázadók ott húzódtak meg.

## Feltételezett elkövetők
Macedóniában Daut Haradinajt, a Koszovói Felszabadítási Hadsereg egyik tisztjét gyanúsítják a vejcei eseményekkel, aki a szervezet egyik parancsnokának és Koszovóban napjainkban is aktív politikusnak, Ramus Haradinajnak a testvére. Szemtanúk látni vélték Vejce környékén Haradinajt, akit arról lehetett felismerni, hogy félkarú, mivel egyik kezét egy bányabalesetben elvesztette.
A mészárlásért a mai napig senkit nem vontak felelősségre és nem is indult alaposabb vizsgálat felderíteni pontosan kik voltak akkor jelen, akik a bűncselekményt elkövették.
Igor Koszteszki apja, Milivoj könyvet is írt a mészárlásról, amelyben számos szóbeszédet is feljegyzett. Ezek között akad olyan, amely szerint nem is albánok, hanem szerbek művelték a mészárlást.
Vannak, akik kérdéseket vetnek fel avégett, hogy miért pont abban a szektorban járőrözött a 16 rendőr és katona? A Makedonszko Szonce a lehetséges útvonalakról cikkezett, amelyeken át a gerillák betörtek Macedónia területére. Ezek között szóba kerülnek hágók és barlangok is.